# Володимиров Олег Іванович
Олег Іванович Володимиров (нар. 8 грудня 1967) — український гравець у водне поло. Він брав участь у турнірі серед чоловіків на літніх Олімпійських іграх 1996 року.